# Антикитерский корабль
Антикитерский корабль — остов древнего корабля, затонувшего в начале I века до н. э. у греческого острова Андикитира и обнаруженного в 1900 году. Греческая экспедиция, организованная в 1900—1901 гг. для изучения останков, положила начало научному подходу к исследованиям затонувших памятников истории и культуры. Раскопки корабля, проводившиеся под водой в 1900—1902 годах, стали первой операцией такого рода, положив начало подводной археологии.

## Открытие и подъём находок
Корабль был найден в октябре 1900 года, когда команда ныряльщиков за губками под руководством капитана Димитриоса Кондоса решила дождаться на острове Антикитера окончания бури, которая мешала им двигаться домой. Чтобы скоротать время, они начали нырять возле острова, пользуясь водолазными костюмами.
Первым увидел судно, находившееся на глубине 60 метров, Элиас Стадиатос, который сообщил об этом на поверхность. Он описал покрытый водорослями корабль как «кучу гниющих трупов» на дне. Опасаясь возможного отравления Элиаса углекислым газом и галлюцинаций, руководитель экспедиции Кондос сам опустился на дно и довольно быстро поднялся с рукой бронзовой статуи. До оставления острова водолазы достали из корабля много небольших предметов.
Далее работы по подъёму предметов осуществлялись ныряльщиками за губками вместе с греческим министерством образования и военно-морскими силами страны (см. пароход «Микали»). К 1902 году, кроме многочисленных небольших предметов, были подняты статуи «головы философа», мальчика, метателя диска, «Антикитерского эфеба», Геракла, мраморного быка и бронзовая лира.
Наиболее известная находка была сделана 17 мая 1902 года, когда археолог Валериос Стаис нашёл антикитерский механизм. Этот механизм долгое время считали древними механическими часами, однако сейчас распространено мнение, что это некое подобие лунного и солнечного календаря.

## Корабль
Корабль был сделан из древесины дуба и вяза . Доски были соединены бронзовыми гвоздями и частично покрыты свинцовым листом. Питер Трокмортон, который первым исследовал части корабля, определил длину около 30 м, ширину около 10 м и грузоподъемность около 300 тонн. Поскольку важные части корабля, такие как нос, корма и палуба, не сохранились, можно сделать лишь ограниченные выводы о его конструкции. Сохранившиеся доски заметно толстые, поэтому корабль получился очень крепким. В месте крушения было найдено много черепицы, которая, вероятно, принадлежала кораблю и покрывала часть палубы. Свинцовая труба интерпретируется как часть дренажной системы.

## Датировка
Хотя предметы с корабля были подняты в течение двух лет, их датировка оказалась сложной и требовала много времени. Так, исходя из стиля других подобных предметов, большинство бронзовых статуй были датированы IV веком до н. э., а мраморных — I веком до н. э.
Поначалу считалось, что корабль вывозил из Афин часть выкупа, который город выплатил диктатору Сулле в 86 г. до н. э. Это подтверждалось упоминанием Лукиана о том, что один из кораблей Суллы затонул неподалёку. Многие керамические изделия с корабля были датированы именно этим периодом (70—80-е годы до н. э.).
Радиоуглеродный анализ древесины корабля дал дату 220 год до н. э. ± 43 года. Однако возможно, что корабль был сделан из старой древесины или построен намного раньше, чем произошло его крушение.
Более поздние данные, опубликованные в 1974 году по анализу надписей на антикитерском механизме, определили время изготовления механизма как 87 год до н. э., а момент крушения — на несколько лет позже.

## Новые экспедиции
В 2012 году морской археолог Брендан П. Фоули, ранее работавший в Океанографическом институте Вудс-Хоул в США, а с 2017 года в Университете Лунда , Швеция, получил разрешение от правительства Греции на проведение новых погружений на всем острове Антикитера. В октябре 2012 года под руководством содиректора проекта Теотокиса Теодулу дайверы начали трехнедельное предварительное исследование с использованием ребризеров ., чтобы позволить длительные погружения на глубину до 70 метров, чтобы провести более полное изучение участка. Команда завершила подводное кругосветное плавание по острову, задокументировала несколько отдельных находок, переместила затонувший корабль Antikythera и определила второе древнее затонувшее судно в нескольких сотнях метров к югу от затонувшего корабля Antikythera. 12
Hellenic Подводных Древности Eforado (США) продолжил исследование в Антикитере. В 2014 и 2015 годах он провел роботизированные исследования двух бывших затонувших кораблей в сотрудничестве с Океанографическим институтом Вудс-Хоул и Австралийским центром полевой робототехники при Сиднейском университете.. В ходе последующих раскопок затонувшего корабля Antikythera в 2014-2016 годах с корабля были обнаружены новые находки: деревянные элементы корпуса или палубы, детали двух свинцовых якорей, огромное свинцовое спасательное кольцо, свинцовые листы корпуса, различные бронзовые гвозди и шипы, а также бронзовый такелаж. Были также найдены многие предметы роскоши, в том числе два больших бронзовых копья, принадлежащие статуям, левая рука мраморной скульптуры, декоративные стеклянные чаши, неповрежденные керамические кувшины нескольких разных стилей и золотое кольцо, очень похожее на то, что было восстановлено в 1976 году. 13 14 Необычайной находкой является древнее оружие, известное как « дельфин».', 100-килограммовая свинцовая бомба с железным наконечником, предназначенная для сброса с носовой части корабля через палубу в корпус атакующего корабля. Это единственный обнаруженный экземпляр боевого дельфина. 31 августа 2016 года при кораблекрушении был обнаружен 2000-летний человеческий скелет по прозвищу Памфил.
В сентябре-октябре 2017 года и октябре 2019 года в США продолжались раскопки, в результате которых со скульптуры была извлечена бронзовая рука, а также другие фрагменты бронзовых и мраморных статуй. Среди органических находок были еще останки человеческих скелетов и большая часть сочлененных планок корпуса и шпангоутов корабля.  Команда также обнаружила прекрасно обработанный предмет из красного мрамора, который может быть крышкой саркофага, и таинственный бронзовый диск с изображением быка.